# Afrolimnophila aino
Afrolimnophila aino är en tvåvingeart som först beskrevs av Alexander 1929.  Afrolimnophila aino ingår i släktet Afrolimnophila och familjen småharkrankar. Inga underarter finns listade i Catalogue of Life.